# Le Combat d'Alice
Pour plus de détails, voir Fiche technique et Distribution.
Le Combat d'Alice est un téléfilm français réalisé par Thierry Binisti d'après un scénario de Mikael Ollivier et diffusé pour la première fois le 21 mai 2025 sur France 2.
Cette fiction dramatique, inspiré du roman 8865 de Dominique Legrand paru aux éditions Hugo & Cie, est une coproduction de la société A Prime Group, de France Télévisions et d'Auvergne-Rhône-Alpes Cinéma.

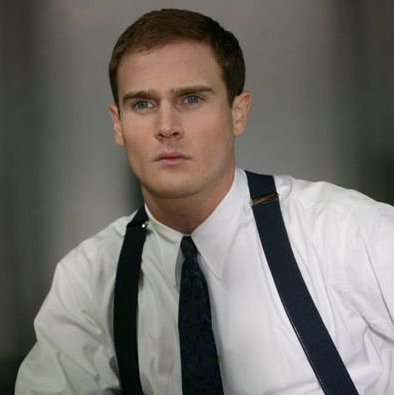
Nicolas Gob.

## Synopsis
La jeune Alice se fait suspendre de son lycée après une bagarre avec un garçon qui a insulté sa mère, morte deux ans plus tôt. Son père Joscelin l'envoie à la campagne chez ses grands-parents, des maraîchers établis dans les environs de Lyon. Durant une promenade à vélo, Alice aperçoit dans un pré une vache et son veau, auxquels elle s'attache au point de leur donner à chacun un prénom : Doucette et Vidocq. Mais elle est choquée quand elle comprend que le veau est promis à l'abattoir. Elle fait la connaissance de Lola, une activiste vegan, puis de Mattéo et Magda, des activistes antispécistes. Les quatre jeunes gens décident d'attaquer le centre d'allotement où Vidocq a été transféré afin de le libérer mais l'opération tourne mal et un homme se retrouve dans le coma.

## Fiche technique
Sauf indication contraire, les informations mentionnées dans cette section peuvent être confirmées par la base de données cinématographiques Allociné,  présente dans la section « Liens externes ».
- Titre : Le Combat d'Alice
- Réalisation : Thierry Binisti[1],[2],[3]
- Scénario : Mikaël Ollivier[1],[2],[3]
- Production : Pierre Sportolaro et Anne Souché[1],[3]
- Sociétés de production : A Prime Group, France Télévisions et Auvergne-Rhône-Alpes Cinéma[1],[2],[4]
- Musique : Olly Gorman[3]
- Photographie : Pierre Witzand[3]
- Décors : Caroline Bourlier[3]
- Son : Jérôme Gardon[3]
- Montage : Julien Peray[3]
- Costumes : Valérie Adda
- Maquillage : Laure Vigneau
- Coiffure : Véronique Fontana
- Pays de production :  France
- Langue originale : français
- Format : couleur
- Genre : Drame[5]
- Durée : 88 minutes[3]
- Dates de première diffusion :
  - Festival de la fiction de La Rochelle : 11 septembre 2024[3]
  - France 2 : 21 mai 2025[6]

## Distribution
- Nicolas Gob : Joscelin
- Lucy Loste Berset : Alice, la fille de Joscelin
- Carole Bianic : Isabelle
- Mathieu Dublocard : Damien, le frère d'Isabelle
- Luce Mouchel : Monique Richer, grand-mère maternelle d'Alice et fermière
- Pasquale d'Inca : Bernard Richer, grand-père maternel d'Alice et fermier
- Véronique Frumy : Agnès, mère de Joscelin, grand-mère paternelle d'Alice
- Léonie Dahan-Lamort : Lola, activiste vegan
- Jérémy Barrière : Mattéo, activiste antispéciste
- Juliette Donner : Magda, activiste antispéciste

## Production

### Genèse et développement
Cette fiction dramatique, inspirée du roman 8865 de Dominique Legrand paru aux éditions Hugo & Cie, est une coproduction de la société A Prime Group, de France Télévisions et d'Auvergne-Rhône-Alpes Cinéma, réalisée pour France 2 avec la participation de la région Auvergne-Rhône-Alpes, du Centre national du cinéma et de l'image animée et de TV5 Monde,,,,.
Le scénario est de la main de Mikael Ollivier et la réalisation est assurée par Thierry Binisti,,,,.
La production est assurée par Pierre Sportolaro pour A Prime Group et Anne Souché pour France Télévisions,,.
Le producteur Pierre Sportolaro explique : « C'est au cœur de l'univers paysan que se déploie l'histoire de ce père et de sa fille, liés par l'amour et les tourments. Nous souhaitions élaborer un film équilibré, engagé contre la maltraitance animale certes, mais pas à charge, un récit qui permettrait d'aborder avec nuances notre relation à la vie et à la mort, celle des animaux, des hommes, des femmes et plus particulièrement d'une mère. ».

### Tournage
Le tournage se déroule du 17 janvier au 14 février 2024 à Lyon et ses alentours,,,,.
À Lyon, des scènes sont tournées au cimetière de la Guillotière, au Café du Rhône (classé aux Monuments historiques depuis 1984), à l'immeuble France 3 Auvergne-Rhône-Alpes dans le quartier de la Part-Dieu.
Les scènes de la ferme Richer sont tournées à Mornant, celles de la ferme d'Isabelle à Chaussan et celles du lac, de la cabane et du sanctuaire des animaux au Grand Parc Miribel Jonage à Vaulx-en-Velin,. L'appartement de Lola est situé dans un quartier résidentiel de Messimy, et la pharmacie à Thurins,.
Le tournage mobilise 65 techniciens, 24 comédiens et 95 figurants originaires de la région Auvergne-Rhône-Alpes.

## Accueil

### Diffusion et audience
En France, diffusé le 21 mai 2025 sur France 2, le téléfilm est regardé par 2 212 000 téléspectateurs et se classe premier en termes d'audience.